# Daniel Zamora
Daniel Zamora (Palafrugell, Gerona, 24 de julio de 1965 - 29 de noviembre de 2007), fue un bajista, escritor y fotógrafo español. Tras haber superado con éxito un cáncer unos años atrás, decidió terminar con su vida. Fue el último bajista de la banda ya extinta Los Rodríguez.

## Discografía con Los Rodriguez

### Álbumes
- 1993 - Sin documentos
- 1995 - Palabras más, palabras menos
- 1996 - Hasta luego

### Recopilatorios Pos-separación
- 2002 - Para no olvidar (incluye canciones inéditas, vivos, demos. + DVD)

### Grabaciones en directo
- 2020 - En Las Ventas 7 septiembre 1993

### Sencillos
- Dulce condena (1993).
- Sin documentos (1993).
- Salud, dinero y amor (1993).
- Mi rock perdido (1994).
- Milonga del marinero y el capitán (1995).
- Palabras más, palabras menos (1995).
- Aquí no podemos hacerlo (1995).
- Todavía una canción de amor (1995).
- Para no olvidar (1996).
- Mucho mejor (con Coque Malla de Los Ronaldos) (1996).
- Mucho mejor (versión acústica 1996).
- Mi enfermedad (versión 1996).